# Injeção de vinilite e corrosão

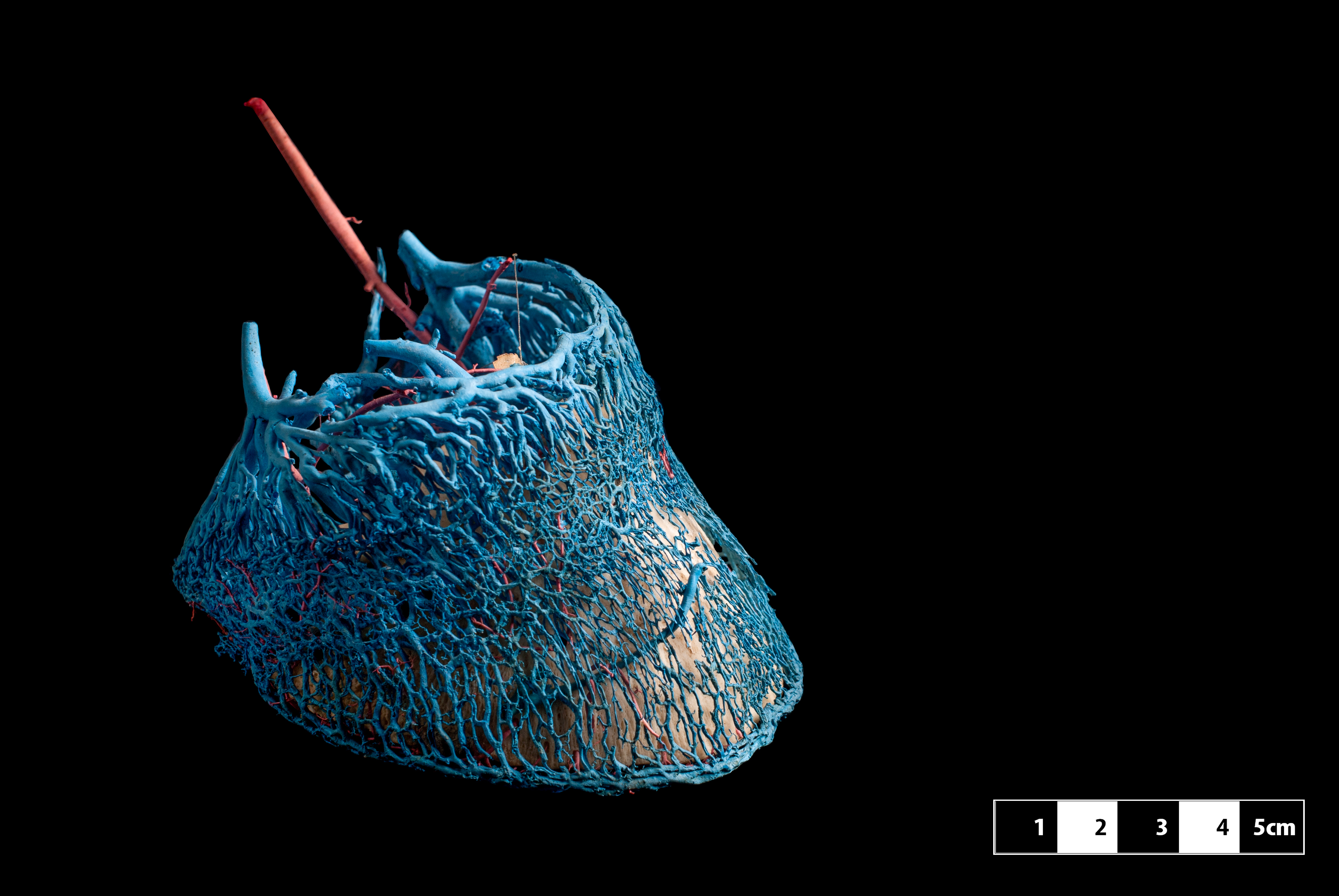
Pata de cavalo onde se aplicou a técnica de vinilite seguida de corrosão. Em exposição no MAV/USP.

Injeção de vinilite e corrosão é uma técnica anatômica usada para a visualização de ramificações e caminho do sistema circulatório. Consiste no preenchimento do sistema circulatório da peça com acetato de vinila e respectiva utilização de técnica de corrosão para a retirada da matéria sobreposta, ou seja, a matéria orgânica. A técnica de vinilite seguida de corrosão, além de possuir baixo custo, proporciona um longo período de conservação, satisfazendo a necessidade dos alunos de graduação quanto o estudo da anatomia.
A técnica de preenchimento por vinilite é considerada uma angiotécnica, que consiste no estudo de vasos sanguíneos. Esta é  utilizada para marcar o sistema circulatório (arterial e venoso) com o uso de acetato de vinil pré-pigmentado para preencher os vasos da peça a ser estudada para ser possível a visualização dos ductos e sistemas devidamente preenchidos. Para a corrosão  ou semi-corrosão o ácido clorídrico é a substância mais viável e utilizada para se obter moldes da vascularização de órgãos ou partes.

## Galeria

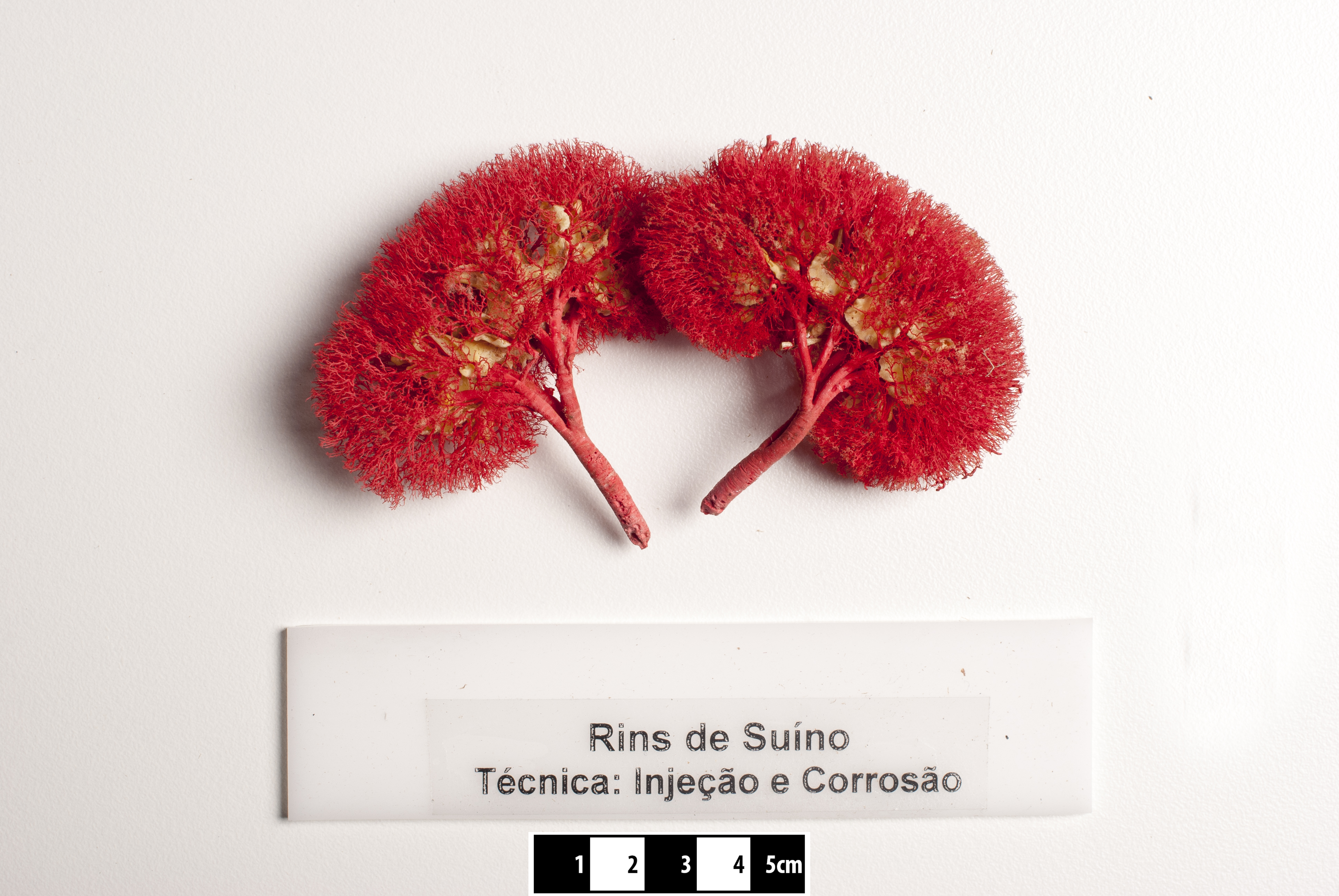
Rins de porco. Em exposição no MAV/USP.
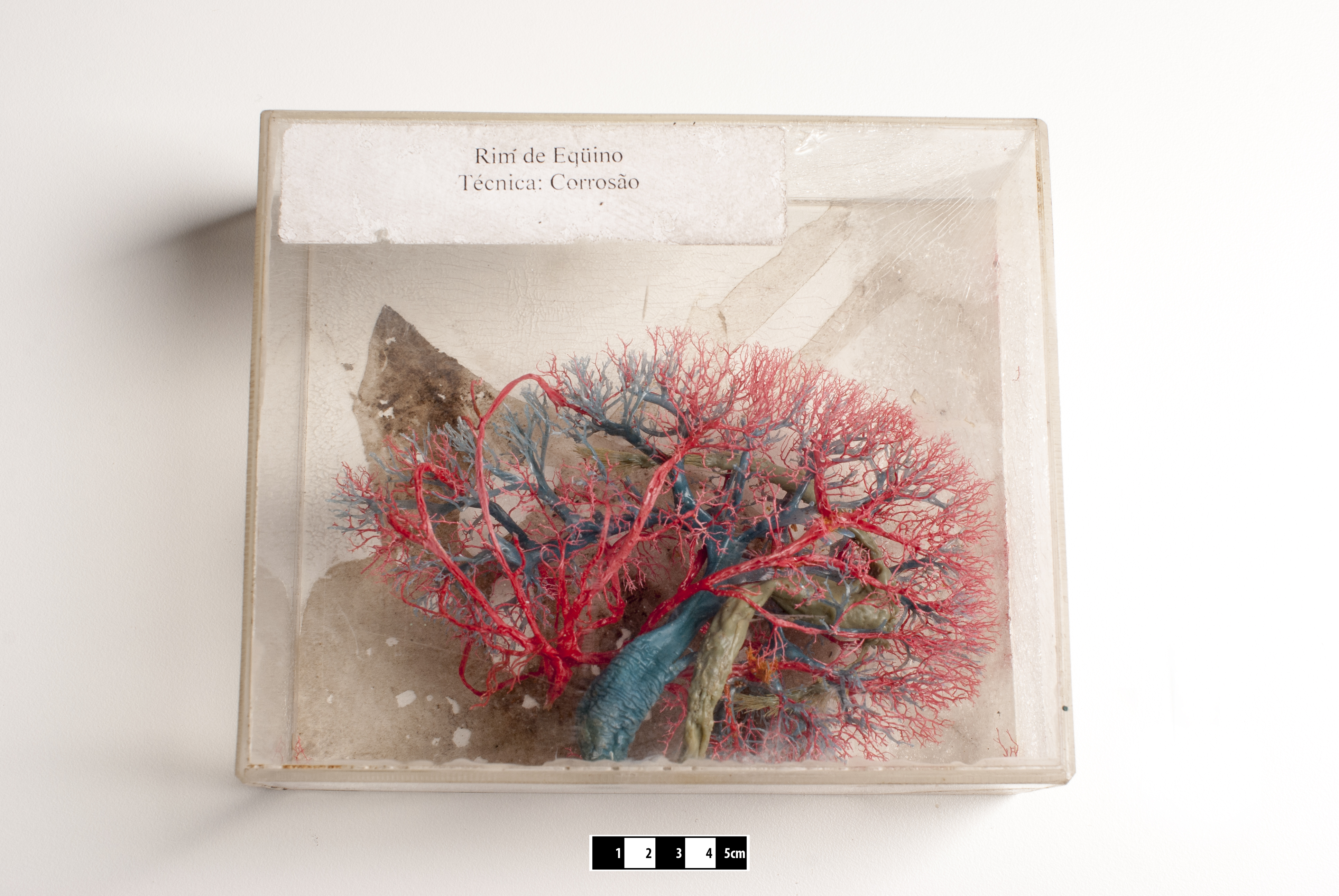
Rins de equino. Em exposição no MAV/USP.
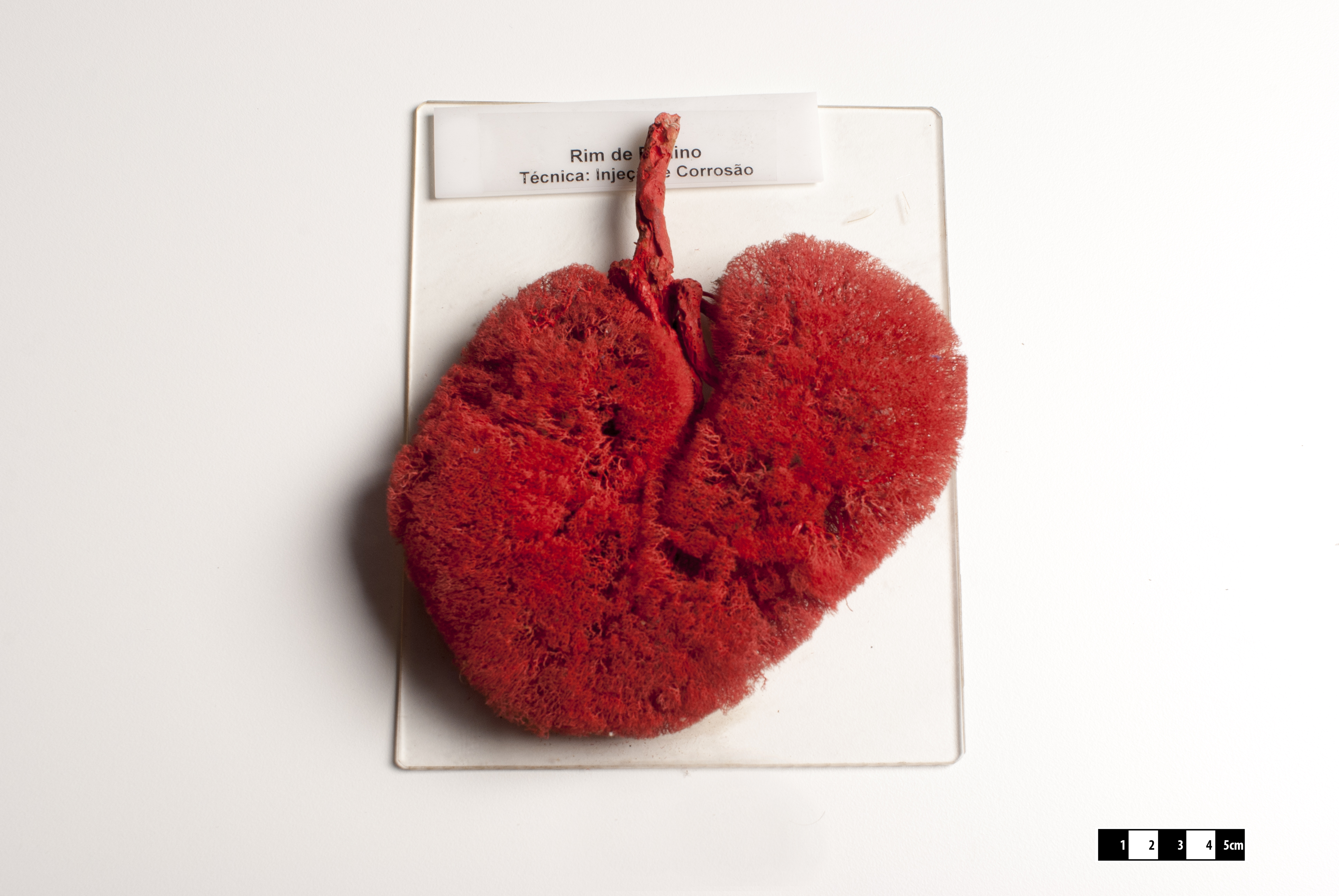
Rins de bovino. Em exposição no MAV/USP.
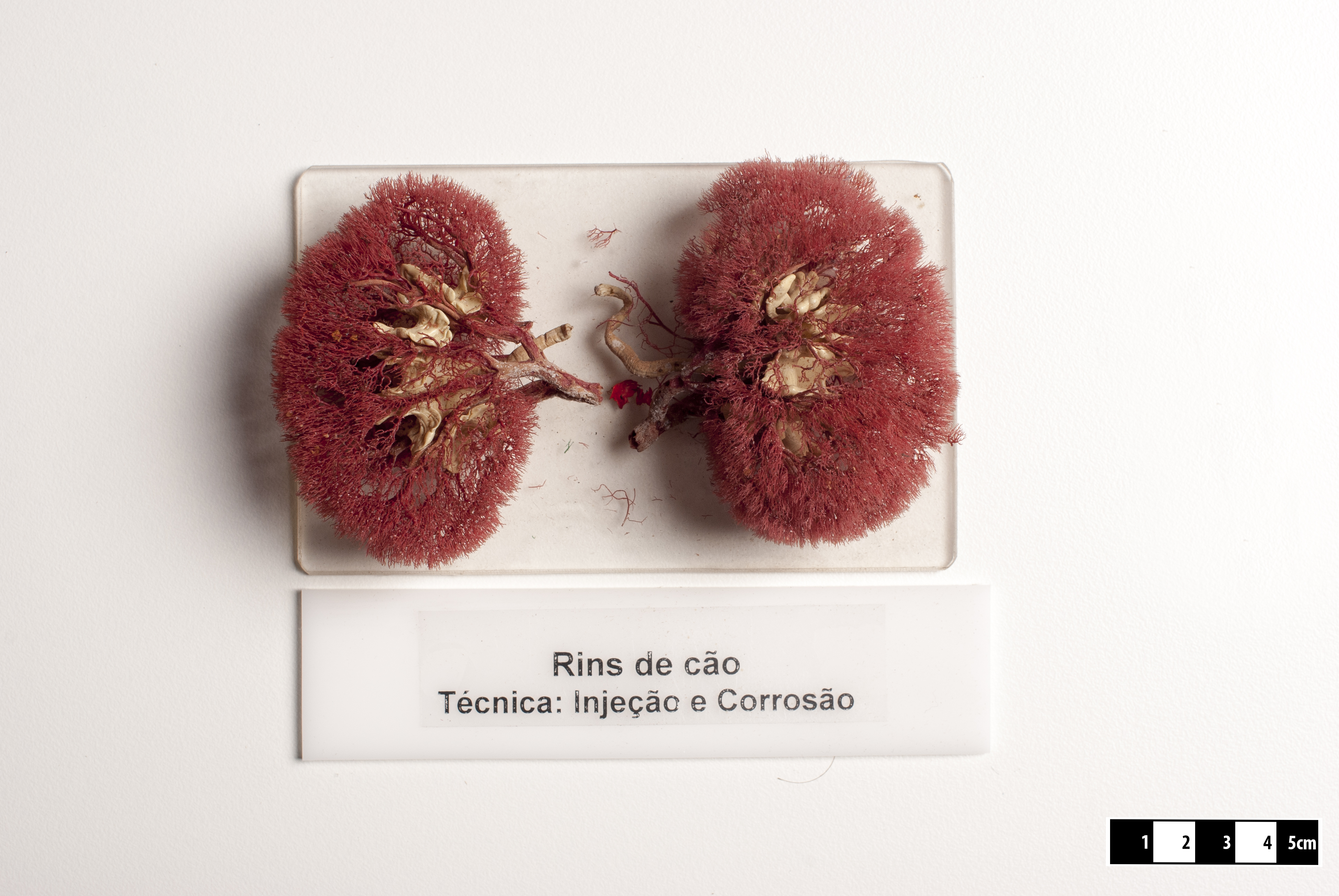
Rins de cão. Em exposição no MAV/USP.
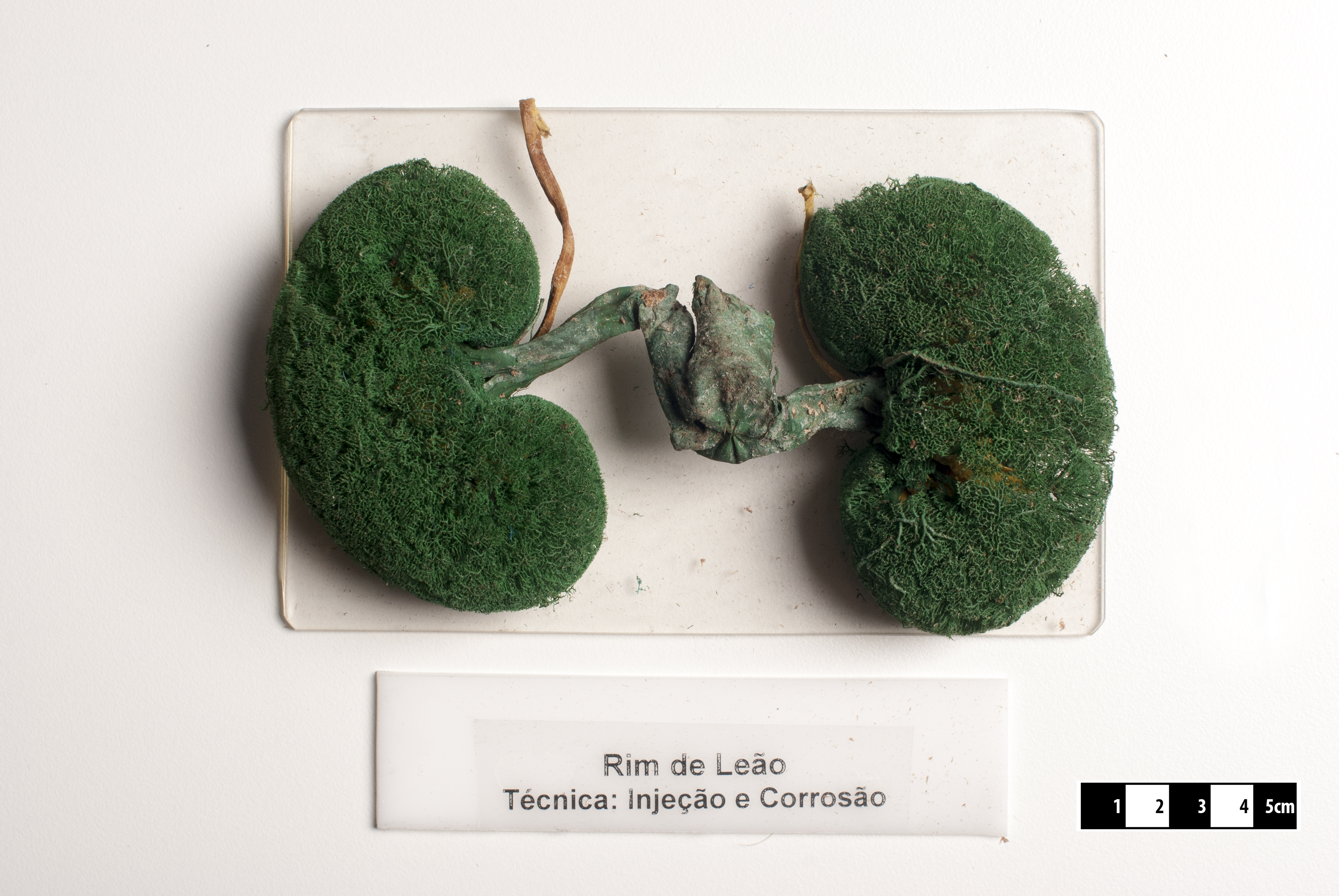
Rins de leão. Em exposição no MAV/USP.
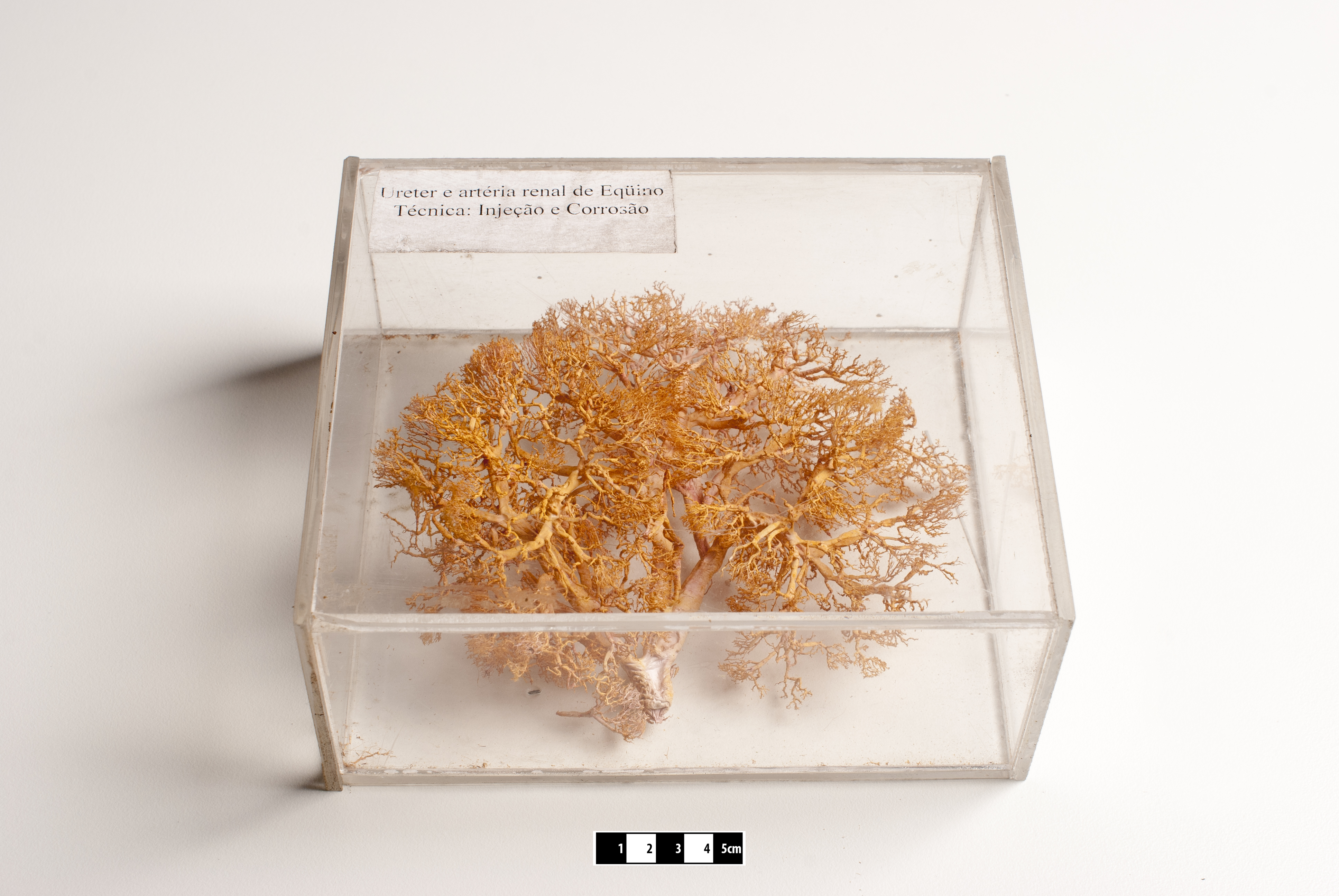
Rins de equino. Em exposição no MAV/USP.